# Dihammaphora auratopilosa
Dihammaphora auratopilosa är en skalbaggsart som beskrevs av Bruch 1908. Dihammaphora auratopilosa ingår i släktet Dihammaphora och familjen långhorningar. Inga underarter finns listade i Catalogue of Life.